# Maison provinciale des Clercs de Saint-Viateur
La maison provinciale des Clercs de Saint-Viateur est un couvent situé à Joliette au Québec (Canada). Construite selon les plans du Père Wilfrid Corbeil et des architectes René et Gérard Charbonneau, elle est citée immeuble patrimonial par la ville de Joliette en 2016.

## Histoire
Le couvent est construit entre 1939 et 1941. Le style s’inspire des bâtiments religieux normands et allemands du Moyen Âge.